# Ernst Leumann
Ernst Leumann (* 11. April 1859 in Berg, Schweiz; † 24. April 1931 in Freiburg im Breisgau) war ein Schweizer Jainologe und Indologe, Pionier der Erforschung des Jainismus und der Sprachen Ostturkestans dessen Arbeit noch heute Beachtung findet.

## Werdegang
Ernst Leumann studierte Linguistik in Zürich und Genf und Sanskrit in Leipzig und Berlin. Die Promotion erfolgte 1882 mit der Arbeit »Das Aupapâtika Sûtra« an der Universität Leipzig.
Von 1882 bis 1884 arbeitete Leumann am Sanskrit-English Dictionary in Oxford mit. 1884 arbeitete er als Kantonsschullehrer in Frauenfeld. Ab 1884 wirkte er als Professor für Sanskrit an der Universität Strassburg, wo er auch 1909 bis 1910 als Dekan amtierte. Hier beteiligte er sich im Fall Spahn. Nachdem Strassburg nach dem Ersten Weltkrieg wieder französisch geworden war, wurde er 1919 Honorarprofessor an der Universität Freiburg.

## Veröffentlichungen
Autor
- Ernst Lehmann: Beziehungen der Jaina-Literatur zu anderen Literaturkreisen Indiens. Hrsg.: E.J. Brill. Leiden 1885. LCCN ltf91-052809
- Ernst Lehmann: Übersicht über die Āvaśyaka-Literatur Glossar. 1934.
- Ernst Leumann: Das Aupapâtika Sûtra, erstes Upânga der Jaina : 1. Teil – Einleitung, Text und Glossar. Hansebooks, 2016, ISBN 978-3-7433-6041-9 (Originaltitel: Das Aupapâtika Sûtra, erstes Upânga der Jaina : 1. Teil – Einleitung, Text und Glossar. 1883.).
- Ernst Leumann: Die Nonne. Ein neuer Roman aus dem alten Indien (Übers.). Oskar Schloss Verlag, München-Neubiberg 1921.
- Ernst Leumann: Kleine Schriften. Harrassowitz Verlag, 1998, ISBN 978-3-447-04882-8 (posthum).

Herausgeber
- Reihe  Indica[2].

Posthume Veröffentlichungen
- Übersicht über die Avasyaka-Literatur. Aus dem Nachlass herausgegeben von Walther Schubring, Glossar[6]
- Kleine Schriften Glossar[7][8]